# Videogiochi nel 2012

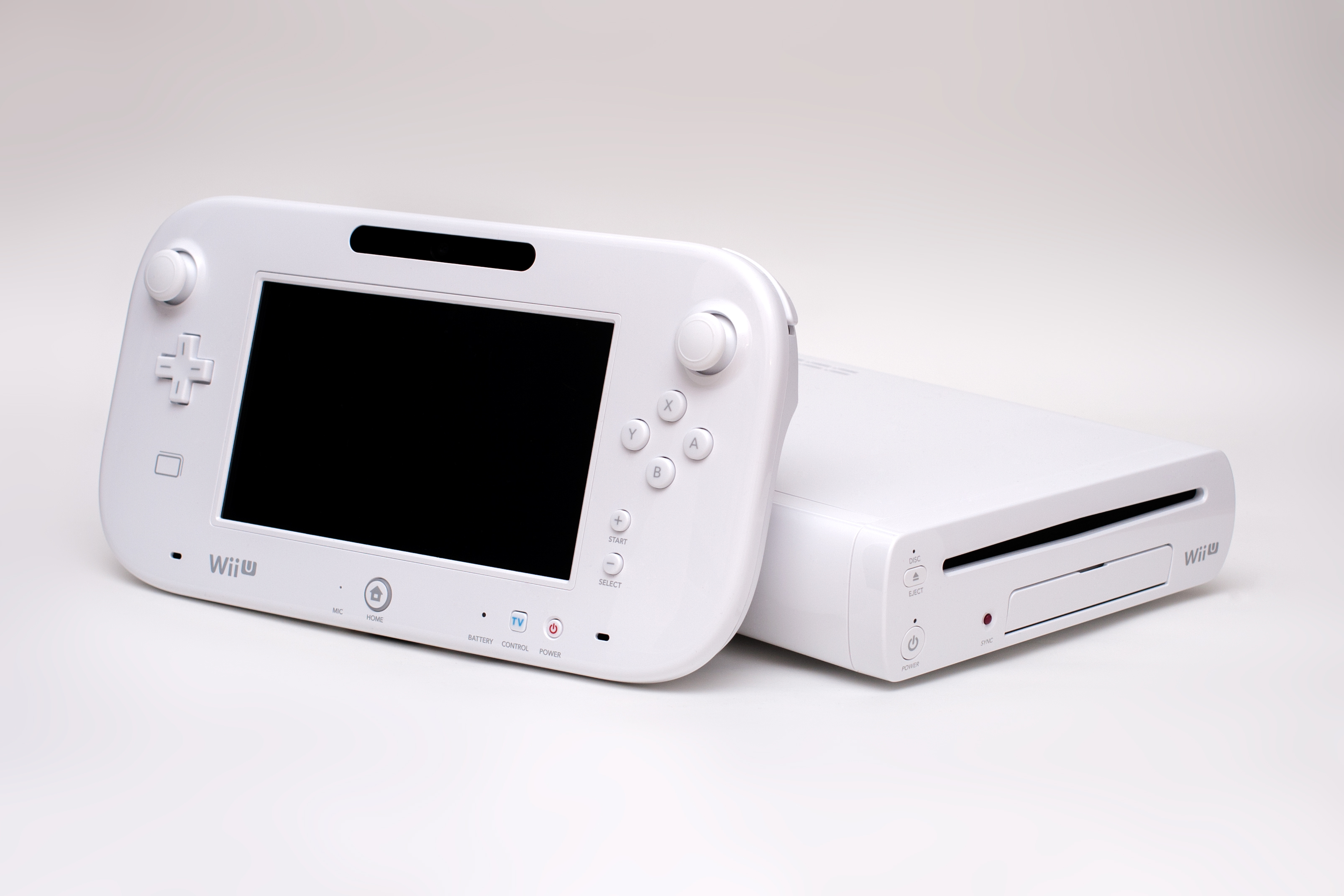
Wii U

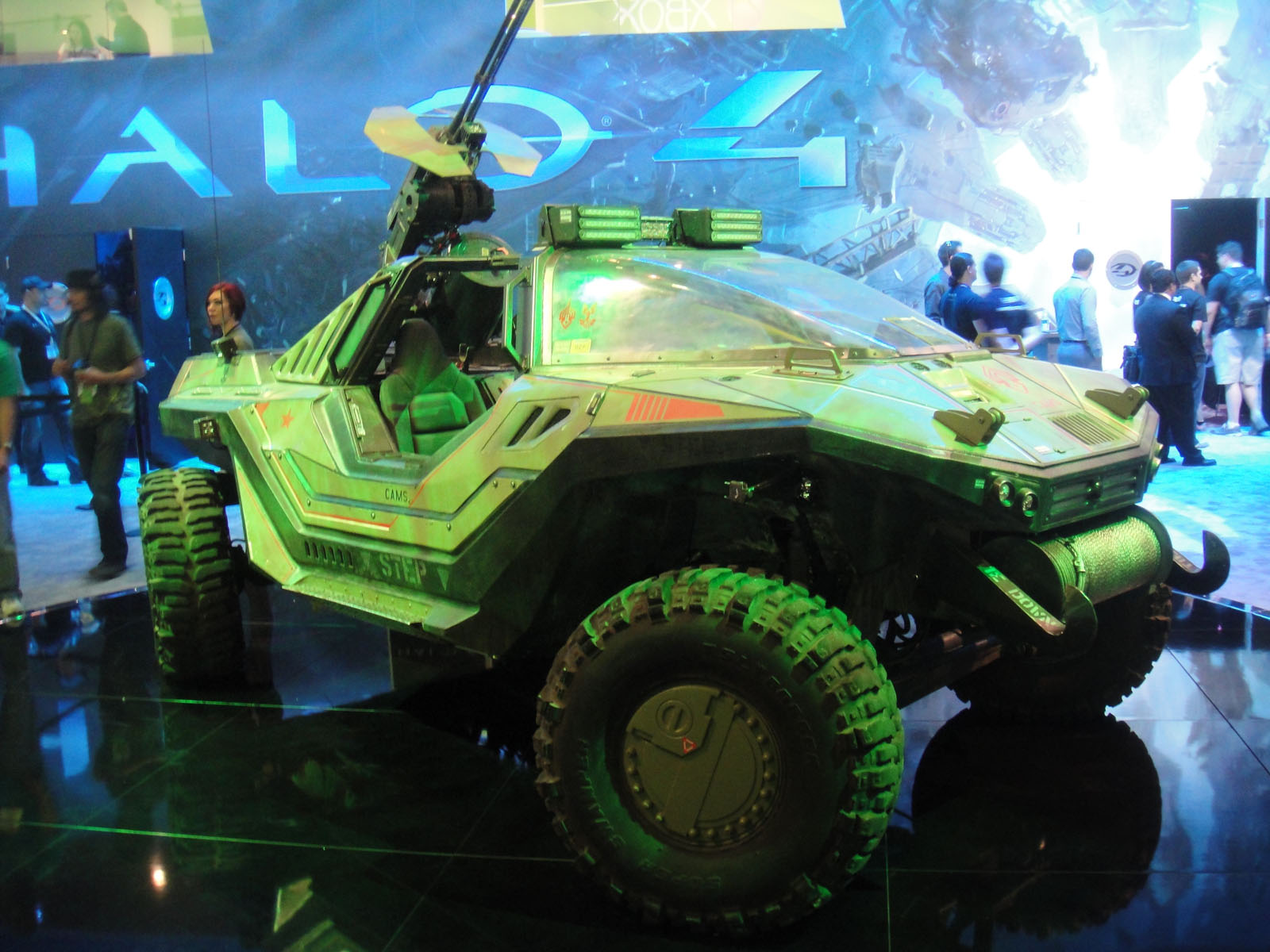
Riproduzione di un veicolo di Halo 4 all'Electronic Entertainment Expo 2012

Eventi rilevanti avvenuti nell'industria dei videogiochi nel 2012. 
Per un elenco delle voci su giochi usciti nell'anno vedi Categoria:Videogiochi del 2012.

## Eventi
- Kickstarter consente di raccogliere finanziamenti da milioni di dollari per nuove piattaforme sperimentali come Ouya e Oculus Rift[1].
- Esce la console Wii U.
- Esce la variante di console Nintendo 3DS XL.
- Esce la variante di console Wii Mini.

## Classifiche
- I 10 giochi più venduti secondo le statistiche di VGChartz sono, in ordine decrescente: FIFA 13, Halo 4, Guild Wars 2, Mass Effect 3, New Super Mario Bros. U, Dishonored, The Walking Dead, Persona 4 Golden, Resident Evil: Revelations, Forza Horizon[2].
- I 10 giochi più apprezzati dalla critica secondo le statistiche di Metacritic sono, in ordine decrescente: Persona 4 Golden, Mass Effect 3, The Walking Dead, Journey, Dishonored, Borderlands 2, Mark of the Ninja, Far Cry 3, Trials Evolution, Ōkami HD (PS3)[3].